# Henry Somerset (8. książę Beaufort)
Henry Charles FitzRoy Somerset, 8. książę Beaufort KG (ur. 1 lutego 1824 w Paryżu, zm. 30 kwietnia 1899 w Stoke Gifford, Gloucestershire) – brytyjski arystokrata, wojskowy i polityk, jedyny syn Henry’ego Somerseta, 7. księcia Beaufort, i Emily Frances Smith, córki Charlesa Cullinga Smitha.
Wykształcenie odebrał w Eton College. Był adiutantem księcia Wellington w 1842 r. i wicehrabiego Hardinge w latach 1842–1846. W 1843 r. został porucznikiem 1 pułku Life Guards, zaś w 1847 r. kapitanem 7 pułku dragonów.
W polityce związał się z konserwatystami. Z ich ramienia zasiadał w latach 1847–1853 w Izbie Gmin z okręgu East Gloucestershire. Po śmierci swojego ojca w 1853 r. odziedziczył tytuł księcia Beaufort i zasiadł w Izbie Lordów. W latach 1854–1899 był Wysokim Stewardem Bristolu, w latach 1867–1899 lordem namiestnikiem Monmouthshire oraz dwukrotnie Koniuszym Królewskim (Master of the Horse), w latach 1858–1859 i 1866–1868. 26 lutego 1858 r. Beaufort został członkiem Tajnej Rady, zaś 19 marca 1867 r. kawalerem Orderu Podwiązki.
3 lipca 1845 r. w Hampton w Middlesex poślubił lady Georgianę Charlotte Curzon (29 września 1825 – 14 maja 1906), córkę Richarda Curzon-Howe’a, 1. hrabiego Howe, i Harriet Georgiany Brudenell, córki 6. hrabiego Cardigan. Henry i Georgiana mieli razem czterech synów i córkę:
- Henry Adelbert Wellington FitzRoy Somerset (19 maja 1847 – 24 listopada 1924), 9. książę Beaufort
- Henry Richard Charles Somerset (7 grudnia 1849 – 10 października 1932)
- Henry Arthur George Somerset (17 listopada 1851 – 26 maja 1926)
- major Henry Edward Brudenell Somerset (6 lipca 1853 – 17 maja 1897), ożenił się z Fanny Julią Dixie, miał dzieci
- Blanche Elisabeth Adelaide Somerset (1854 – 22 lutego 1897), żona Johna Beresforda, 5. markiza Waterford, miała dzieci

Beaufort zmarł na podagrę w wieku 75. lat. Jego pogrzeb odbył się 5 maja 1899 r. w Badminton House w hrabstwie Gloucestershire.